# Шавена
Шавена (фр. Chavenat) насеље је и општина у западној Француској у региону Поату-Шарант, у департману Шарант која припада префектури Ангулем.
По подацима из 2011. године у општини је живело 220 становника, а густина насељености је износила 22,38 становника/km². Општина се простире на површини од 9,83 km². Налази се на средњој надморској висини од 119 метара (максималној 192 m, а минималној 90 m).

## Демографија
| 1962. | 1968. | 1975. | 1982. | 1990. | 1999. | 2011. |
| ----- | ----- | ----- | ----- | ----- | ----- | ----- |
| 148   | 186   | 187   | 196   | 202   | 182   | 220   |

График промене броја становника у току последњих година